# Beast of Burden (Stargate SG-1)
Beast of Burden (Bestias de Carga) es el séptimo episodio de la quinta  temporada de la serie de televisión de ciencia ficción Stargate SG-1, y el nonagésimo quinto de toda la serie.

## Trama
Una cámara dejada cerca del Portal en P3X-888, graba el momento en que un Unas es capturado por un grupo de personas; el Unas resulta ser Chaka, el “amigo” que Daniel hizo cuando investigaban los restos Goa'uld de aquel planeta. No obstante, la cámara logra captar la dirección a donde fue llevado.
SG-1 viaja entonces a aquella destinación, y encuentra un mundo donde los Unas son una raza de esclavos, que cada vez va disminuyendo en número, debido al trato que reciben.
Fingiendo ser comerciantes y hablando con los pobladores, el SG-1 descubre que los Unas fueron los amos de los humanos, cuando eran controlados por “aquellos con los ojos brillantes” (los Goa'uld), pero que luego, al rebelarse la gente, la situación se invirtió, y los Unas pasaron a ser los esclavos. En tanto, las negociaciones para “comprar” a Chaka no resultan debido al precio.
Al anochecer, el equipo intenta liberar a Chaka, pero el Coronel O'Neill y Daniel son capturados y aprisionados por “robar una bestia”, una ofensa capital en aquel mundo. Atacando el poblado, Teal'c y Carter ayudan a O'Neill y a Daniel a escapar, liberando a Chaka y a otro Unas en el proceso. Pronto, los amos humanos intentan recapturar al SG-1 y a los Unas prófugos, pero son vencidos. Durante el combate, Chaka mata a su secuestrador a pesar de que Daniel intenta detenerlo. Daniel entonces comprende que ellos no estaban ayudando a Chaka a escapar, sino todo lo contrario; él rescató al SG-1, para luego quedarse y liberar al resto de los Unas esclavizados. Sin poder convencerlo de volver, el equipo deja que Chaka vaya ayudar a su gente.

## Artistas invitados
- Larry Drake como Burrock.
- Dion Johnstone como Chaka.
- Alex Zahara como Shy One.
- Vince Hammond como Big One.
- Noel Callaghan como muchacho.
- Wycliffe Hartwig como Unas alto.